# Pacific F1
 Pacific Racing va ser un constructor de cotxes de competició britànic que va arribar a disputar curses a la Fórmula 1.
L'equip va ser fundat per Keith Wiggins l'any 1984 per disputar les curses de Fórmula 3000 1 després d'unes temporades d'èxit van fer el salt a la F1 l'any 1994, en què ja va formar part del campionat amb equip propi.
Va debutar a la primera cursa de la temporada 1994, al GP de Brasil disputat al circuit d'Interlagos el 27 de març del 1994.
L'equip va prendre part a un total de trenta-tres Grans Premis (amb seixanta-sis monoplaces) disputats en dues temporades consecutives (1994 - 1995), aconseguint una vuitena posició com millor classificació en una cursa (en dues ocasions) i no assolint cap punt pel campionat del món de constructors.

## Resum
| Curses: | Victòries: | Pòdiums: | Poles: | Voltes ràpides: | Punts: |
| ------- | ---------- | -------- | ------ | --------------- | ------ |
| 33 (66) | 0          | 0        | 0      | 0               | 0      |